# 324 (publicació digital)
324 (pronúncia fonètica: tres vint-i-quatre) va ser el portal d'Internet de notícies de la Corporació Catalana de Mitjans Audiovisuals creat el 12 de desembre de 2007 per unir i substituir els webs informatius del Telenotícies i de Catalunya Informació, dels quals es va ampliar i diversificar els continguts. El 30 de novembre de 2023 es va estrenar la plataforma OTT, que s'anomena de la mateixa manera que la nova marca única: 3Cat. En octubre de 2024 es va anunciar que els canals 3/24 i Catalunya Informació s'unificarien sota la nova marca 3CatInfo la tardor del 2025.

## Història
El portal fou creat el 12 de desembre de 2007 per unir i substituir els webs informatius del Telenotícies i de Catalunya Informació, dels quals es va ampliar i diversificar els continguts. A més, a diferència dels portals que substituïa, els usuaris hi poden participar de manera activa, penjant les seves pròpies notícies (en format vídeo, àudio, fotografia o en l'espai Elmeu3cat24. Complementa i reforça la informació contínua oferta pel canal de televisió 3/24 i l'emissora Catalunya Informació.
Des del 2007 fins al 2011 s'anomenà 3cat24. L'11 de setembre de 2011 canvià el nom de la marca, i va passar a dir-se 324, a l'estil del canal d'informació 3/24. Coincidint amb aquest canvi, s'estrenà una aplicació per iPhone i Android i es va reviure el setge de Barcelona de 1713-1714 i el desè aniversari dels atemptats de l'11 de setembre de 2001 a través de dos especials, juntament amb els actes de la Diada Nacional de Catalunya. Segons dades de l'Oficina de Justificació de la Difusió de l'agost del 2009, el 3cat24 va ser el diari digital en català més visitat de la xarxa.
El 30 de novembre de 2023 es va estrenar la plataforma OTT, que s'anomena de la mateixa manera que la nova marca única: 3Cat. En octubre de 2024 es va anunciar que els canals 3/24 i Catalunya Informació s'unificarien sota la nova marca 3CatInfo el primer trimestre del 2025.